# Ronald Moore
Ronald L. Moore (26 de enero de 1970 en Spencer, Oklahoma), es un jugador retirado de fútbol americano profesional.
Fue seleccionado por los Cardenales de Fénix (ahora Cardenales de Arizona) en la 4.ª ronda del draft de 1993 NFL.
Como profesional registraba 5'10" de altura y 220-lb de masa. Jugó en la posición de corredor y se graduó de la Universidad Estatal de Pittsburg siendo miembro de la fraternidad Alfa Phi Alfa.
Moore jugó en seis temporadas en NFL, de 1993 a 1998.
Su mejor temporada como profesional fue como novato, para los Cardenales, cuando logró 1,018 yardas y nueve anotaciones.
En total, fue parte de los Cardenales de 1993 a 1994 y en 1997; jugó para los Jets de Nueva York de 1994 a 1995; para los Carneros de Los Ángeles en 1997 y los Delfines de Miami en 1998.
Fue el ganador del trofeo Harlon Hill en 1992 (División II, equivalente al trofeo Heisman).